# Saint-Hilaire-de-Court
Saint-Hilaire-de-Court is een gemeente in het Franse departement Cher (regio Centre-Val de Loire) en telt 731 inwoners (2005). De plaats maakt deel uit van het arrondissement Vierzon.

## Geografie
De oppervlakte van Saint-Hilaire-de-Court bedraagt 11,7 km², de bevolkingsdichtheid is 62,5 inwoners per km².
De onderstaande kaart toont de ligging van Saint-Hilaire-de-Court met de belangrijkste infrastructuur en aangrenzende gemeenten.

## Demografie
Onderstaande figuur toont het verloop van het inwonertal (bron: INSEE-tellingen).